# Eichelberg (Odenwald)
Der Eichelberg ist ein 525,3 m ü. NHN hoher bewaldeter Berg des Vorderen Odenwaldes. Er liegt beim Weinheimer Ortsteil Oberflockenbach im baden-württembergischen Rhein-Neckar-Kreis.
Auf dem Berg steht der Aussichtsturm Eichelbergturm, der auch als Mannheimer Hütte bekannt ist. Ein Nebengipfel ist der 522 m hohe Wildeleutstein.

## Geographie

### Lage
Der Eichelberg im Odenwald liegt etwa 6 km östlich der Bergstraße zwischen Oberflockenbach im Nordwesten und Steinklingen im Norden, beides Ortsteile von Weinheim, Lampenhain im Osten, ein Ortsteil von Heiligkreuzsteinach, sowie Altenbach im Süden und Ursenbach im Westsüdwesten, beides Ortsteile von Schriesheim; von allen ist sein Gipfel weniger als zwei Kilometer entfernt. Sein Bergrücken ist etwa 1,5 km lang und ungefähr west-östlich ausgerichtet.

### Naturräumliche Zuordnung
Der Eichelberg gehört in der naturräumlichen Haupteinheitengruppe Odenwald, Spessart und Südrhön (Nr. 14) und in der Haupteinheit Vorderer Odenwald (145) zur Untereinheit Eichelberg-Odenwald (145.1).

### Landschaftsbild
Vom Westen her steigt der Berg etwa 150 m über den Sattel der Ursenbacher Höhe (369 m) zwischen Ursenbach und Oberflockenbach auf, zunächst steil zu einem Nordsporn, auf dessen kleinem Plateau große Felsen liegen, die die typischen rundlichen Formen verwitternden Granits zeigen; dann einen südöstlich ziehenden Kamm weiter bis zum Gipfel. Nach einem Geländeeinschnitt und dem dahinter folgenden Nebengipfel des Wildeleutsteins läuft der Bergrücken etwa 70 m unterhalb des Gipfels im Pass der Hohen Straße (456 m) zwischen Altenbach und Lampenhain flach aus. Vom Nordrand Altenbachs im Süden aus gesehen erhebt sich der Berg abrupt um mehr als 200 m über einem Seitental des oberen Kanzelbachs.

### Fließgewässer
Der Nordhang des Eichelbergs entwässert in Nebenbäche des Grundelbachs, der im Zentrum von Weinheim in die Weschnitz mündet, die dem Rhein zustrebt. Der Südhang entwässert zum Kanzelbach, der in Schriesheim an der Bergstraße den Odenwald verlässt und weiter abwärts in den Neckar mündet. Das Gebiet östlich der Hohen Straße liegt im Einzugsgebiet der Steinach, die südlich nach Neckarsteinach fließt und dort noch im Odenwald den Neckar erreicht.

### Wildeleutstein

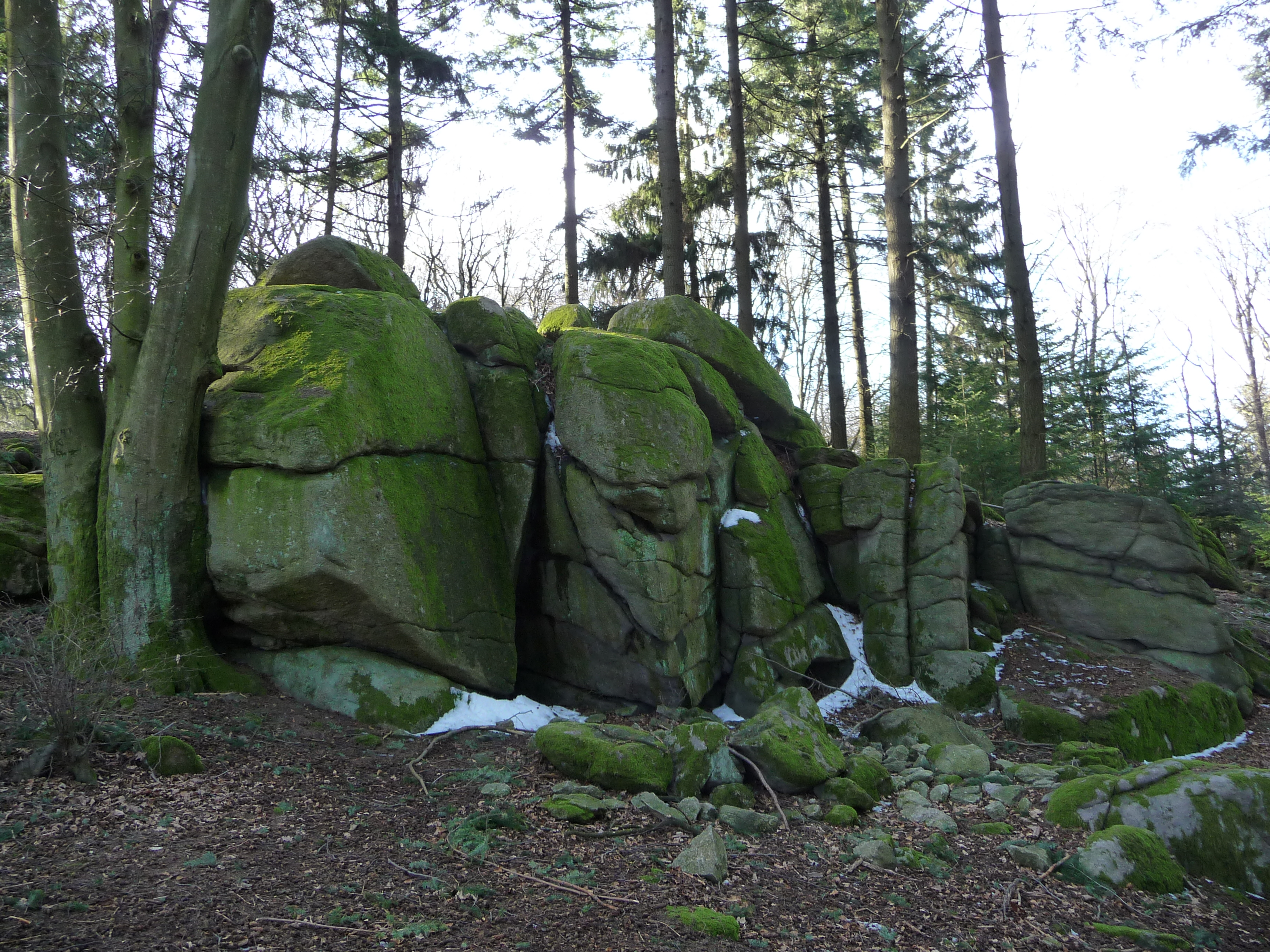
Wildeleutstein

Der sagenumwobene Nebengipfel Wildeleutstein (Wildeleutestein; ⊙; 522 m) liegt etwa 300 m südöstlich des Hauptgipfels auf einer flachen Kuppe, an deren Südseite ein kleiner Abhang im Fels bloßliegt. Eine Informationstafel berichtet über Geschichte und Sage.

## Schutzgebiete
Auf dem Eichelberg liegen Teile des Landschaftsschutzgebiets Bergstraße-Nord (CDDA-Nr. 319894; 1997 ausgewiesen; 65,0085 km² groß). Auf seinem Südhang befindet sich ein kleiner Bereich des Fauna-Flora-Habitat-Gebiets Odenwald bei Schriesheim (FFH-Nr. 6518-341; 8,4023 km²).

## Eichelbergturm

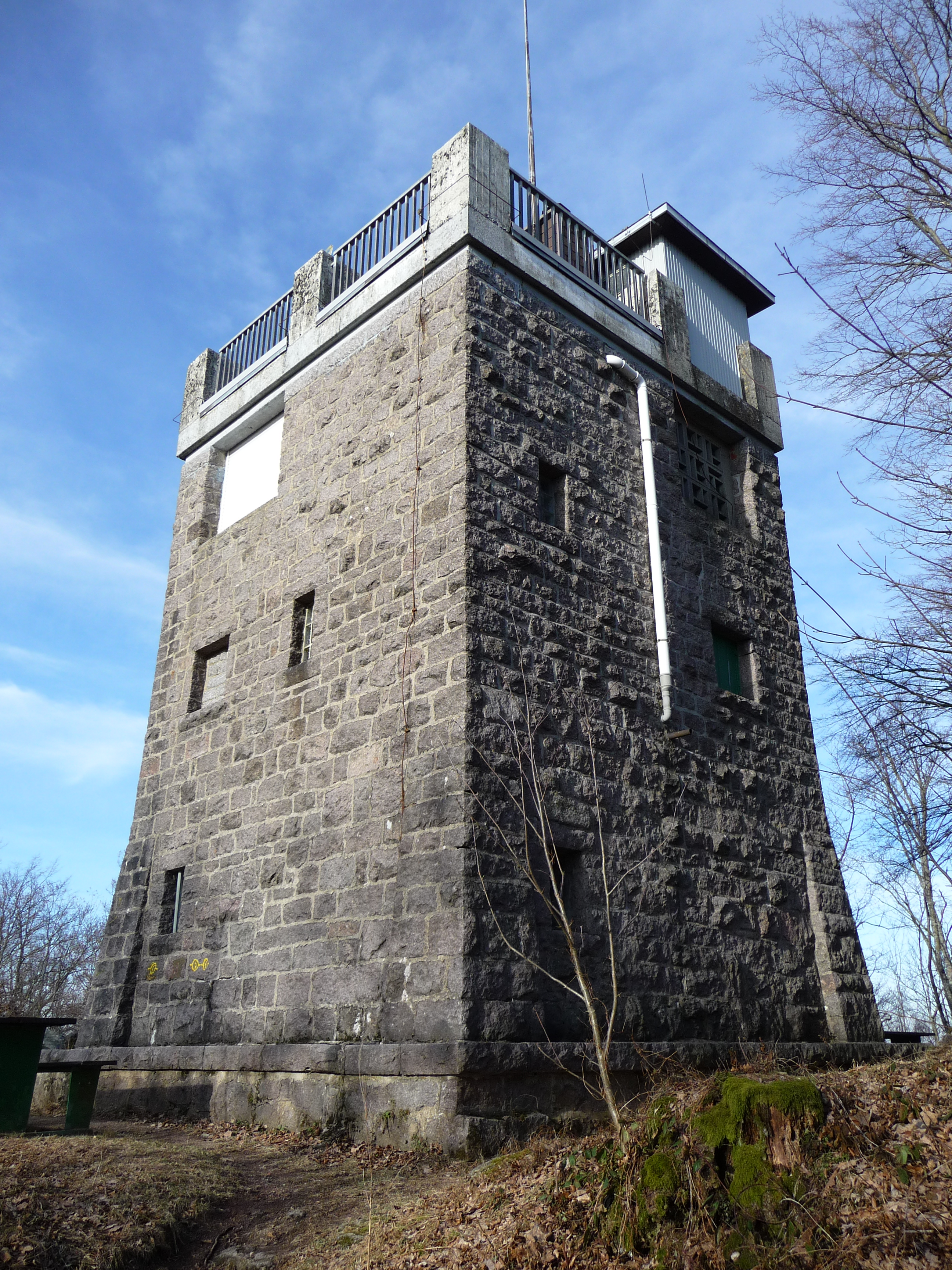
Eichelbergturm

Auf dem Gipfel des Eichelbergs steht der 1911 errichtete, etwa 11 m hohe und steinerne Eichelbergturm, der auch als Mannheimer Hütte bekannt ist. Im Aussichtsturm befinden sich in der ersten und zweiten Etage je eine Stube, die durch Mitglieder der Ortsgruppe Mannheim des Odenwaldklubs von Anfang April bis Ende November an Sonn- und Feiertagen bewirtschaftet werden. Außerhalb dieser Zeiten ist der Turm mit seiner Aussichtsplattform geschlossen. Auf der Plattform gibt es drei Informationstafeln mit Sichtzielen; sie erlaubt außer der Aussicht im Odenwald westwärts Ausblick in die Rheinebene. An der Nordostwand des Turms ist eine Gedenktafel für die in den beiden Weltkriegen gefallenen Mitglieder der Ortsgruppe Mannheim-Ludwigshafen angebracht.

## Verkehr und Wandern
Über den Eichelberg führen keine Straßen. Er kann aber auf Straßen, die durch die ihn umgebenden Ortschaften führen, umfahren werden. Durch das im Nordwesten liegende Oberflockenbach, das östlich davon befindliche Steinklingen und das nordnordöstlich davon gelegene Wünschmichelbach verläuft die Kreisstraße 4124. Sie geht im Norden in die K 16 über, die in Trösel auf die L 3257 stößt. Letztere führt weit nordöstlich des Berges durch Trösel und Kundenbach nach Unter-Abtsteinach. Dort trifft sie auf die L 535. Von dieser Straße wiederum zweigt die K 4123 ab, die östlich des Berges durch Hilsenhain, vorbei an Galgenbusch sowie durch Bärsbach und Lampenhain verläuft. Anschließend trifft sie auf die südlich des Berges nach Altenbach führende Landesstraße 596, die westlich des Berges durch Ursenbach und Rippenweier verläuft. Von dieser Straße zweigt östlich von Rittenweier die zurück nach Oberflockenbach führende K 4124 ab.
Über den Berggipfel und vorbei am Eichelbergturm führt mit langgestrecktem Ostbogen im Odenwald von Weinheim nach Heidelberg im Süden der Rot-Strich-Wanderweg des Odenwaldklubs, der sich einen langgestreckten Abschnitt mit dem Odenwald-Vogesen-Weg teilt. Ein südlich ziehender Wanderweg im westlichen Odenwald von Weinheim-Birkenau im Norden nach Heidelberg-Ziegelhausen im Süden verläuft, mit weißem Andreaskreuz markiert, längs seines Nordosthangs. Der von Leutershausen östlich in den Odenwald führende, mit zwei parallelen gelben Balken gekennzeichnete Weg passiert den Gipfel dagegen auf seinem Südwesthang; am Westfuß des Bergs zweigt von ihm links ein Trampelpfad ab, der steil zur Gipfelregion ansteigt und auf einer Geländeplattform große Granitfelsen mit Wollsackverwitterung passiert. Alle drei markierten Wege treffen sich weniger als einen Kilometer ostsüdöstlich des Gipfels, zu dem auch ein weiterer Trampelpfad von der Hütte über den Wildeleutstein hinführt. Über den Gipfel führen auch der UNESCO-Geopark-Pfad Steine, Schluchten und Sagen und der Geopark-Pfad Weinheim-Schriesheim. Über den Nordosthang führt auch der Europäische Fernwanderweg E1.